# المسيحية في ماليزيا

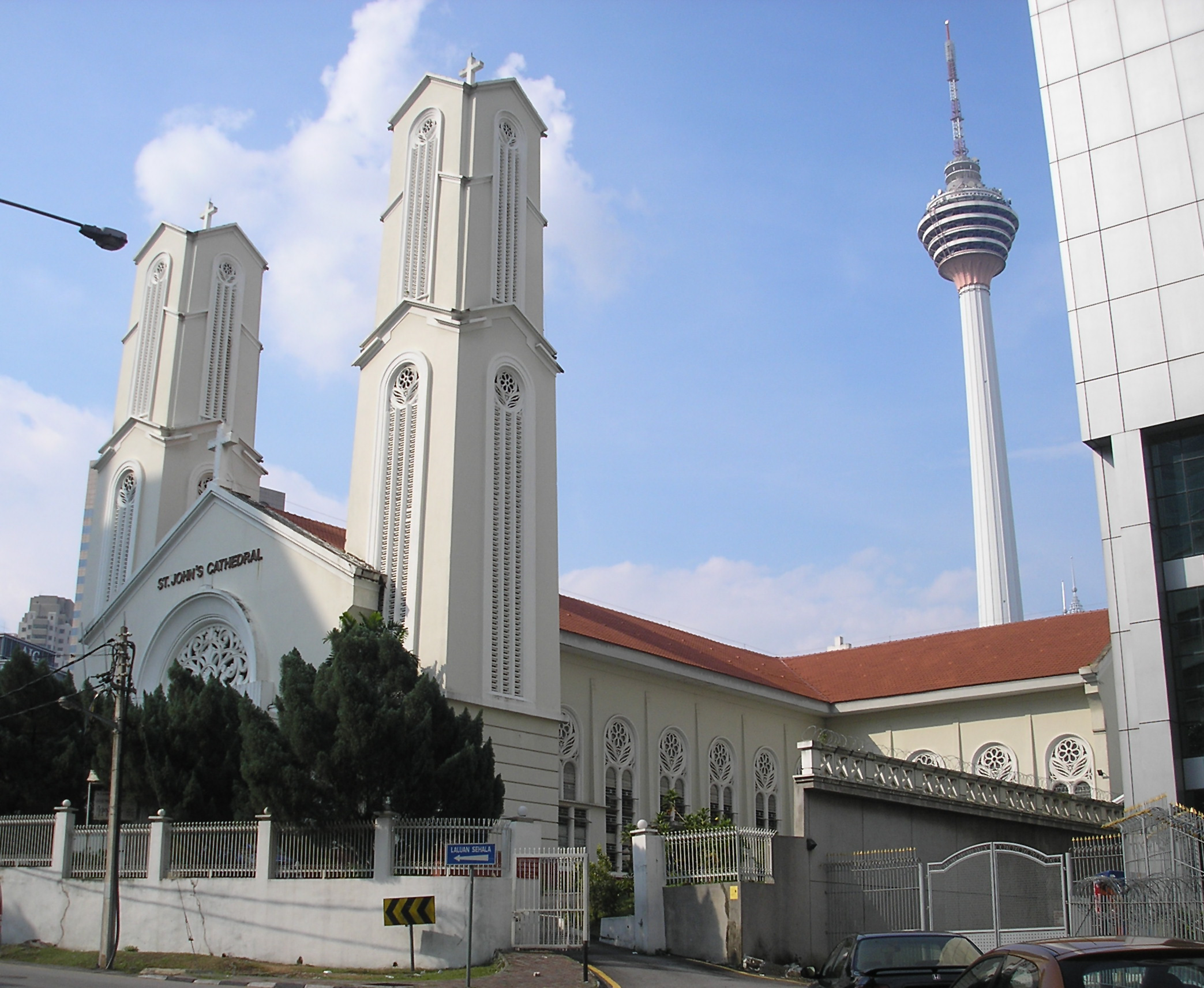
كاتدرائية سان جون في مدينة كوالالمبور.

تُشكل المسيحية في ماليزيا ثالث أكثر الديانات إنتشاراً بين السكان بعد الإسلام والبوذية على التوالي. وتُعد المسيحية أحد الديانات الرئيسية المعترف بها في ماليزيا، بحسب التعداد السكاني لعام 2010 حوالي 9.2% من سكان ماليزيا هم من المسيحيين أي حوالي 2.6 مليون، وتنتشر المسيحية على كافة العرقيات في ماليزيا وتشمل الإثنية الهندية والصينية والملايو، ويعيش معظمهم في شرق ماليزيا. الطوائف المسيحية الأكبر في البلاد هي الأنجليكانية والميثودية والكنيسة الرومانية الكاثوليكية على التوالي. الجمعة العظيمة هي عطلة رسمية في ولاية صباح وسراوق، في حين أنَّ عيد الميلاد هي عطلة وطنيّة على مستوى البلاد.
وصلت المسيحية إلى ما هو الآن ماليزيا من خلال التجار الآشوريين والمسيحيين العرب القادمين من الشرق الأوسط في القرن السابع؛ وقد وصل المذهب الكاثوليكية على يد البرتغاليين في القرن الخامس عشر، تلاها البروتستانتية مع التجار الهولنديين في عام 1641. ومع أفول نجم النفوذ البرتغالي بدأت البروتستانتية في النمو على حساب الكاثوليكية. ازداد نمو المسيحية من خلال المبشرين الذين وصلوا خلال الحكم البريطاني في القرن التاسع عشر خاصًة في ماليزيا الشرقية. أستثنت الإرساليّات التبشيريّة التبشير بين الملايو، في حين ركزّت عملها على الصينيين والهنود. وازدادت القيود على المسيحية في ماليزيا مع وصول حكومة أكثر إسلاميّة. فوضعت القيود على بناء كنائس جديدة، ولا يٌسمح للمسيحيين التبشير بين المسلمين، ويجب أن يقتصر الأدب والمواد والكتب المسيحيّة على غير المسلمين فقط.

## تاريخ

### العصور المبكرة

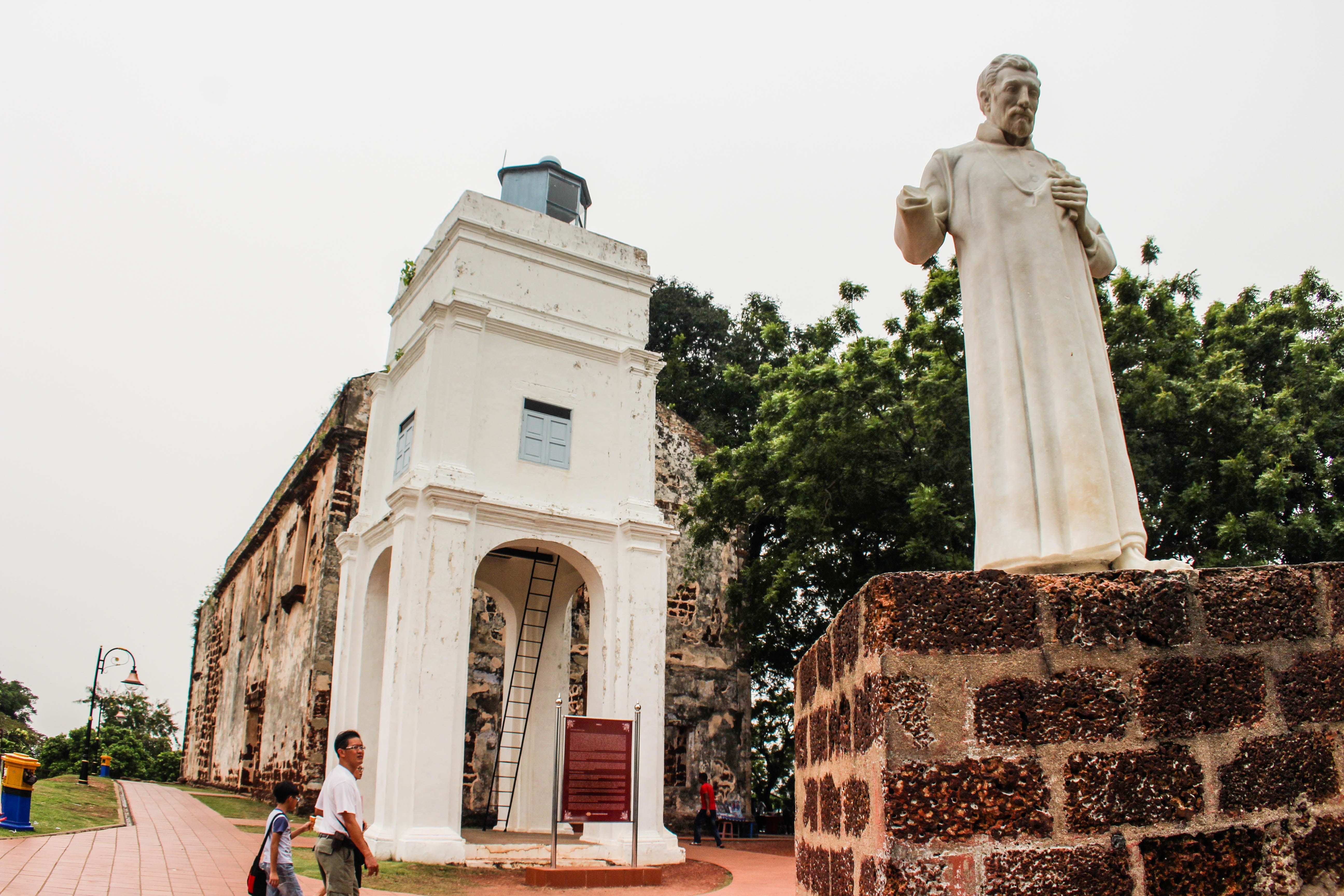
أطلال كنيسة القديس بولس في مدينة ملقا، بنيت في عام 1521 وهي أقدم كنيسة في ماليزيا.

بحسب التقاليد الكنسيَّة يعود الوجود المسيحي المبكر في أرخبيل الملايو إلى التجار المسيحيين العرب القادمين من شبه الجزيرة العربية منذ أوائل القرن السابع، وإلى التجار العرب والفُرس النساطرة في ملقا قبل الغزو البرتغالي في عام 1511. ويلاحظ في مراسلات يشوعيهب الثالث مع سمعان الريوأردشيري أن سلطة الكنيسة أمتدت حتى مالقا بماليزيا حاليًا. شهدت نفس الفترة كذلك نشاطًا بحريًا أوروبيًا في المحيط الهندي فالتقوا مسيحيي القديس توما من أتباع كنيسة المشرق الذين كانوا يتمتعون باستقلالية وامتيازات تجارية. كما التقى المستكشف الإيطالي لوكوفيكو دي فارتيما بمجتمعات مسيحية تتبع مذهب كنيسة المشرق في ماليزيا وسومطرة.
يعود الحضور الكاثوليكي في البلاد إلى القرن الخامس عشر، وتلاها وصول المذهب البروتستانتي مع التجار الهولنديين في عام 1641. في عام 1511 وصل البرتغاليين والكهنة الكاثوليك بقيادة الأميرال ألفونسو دي ألبوكيرك إلى ملقا، ويُعتقد أنه خلال هذه الفترة، أمر ألفونسو دي ألبوكيرك بنصب حجر كبير نُقشت عليه أسماء كل المشاركين في الحملة، وجعله يواجه جدار القلعة كي لا يتذمر بعض رجاله من أسلوب ترتيب الأسماء ومن ورد ذكره قبل الآخر، ونقش على الجهة المواجهة للناظر عبارة من الكتاب المقدس. أمل ألفونسو دي ألبوكيرك بأن يتحول المسلمون والهندوس في المنطقة إلى المسيحية. وأستولى البرتغاليين على ملقا لاحقاً بسبب تجارة التوابل المعروفة. بين عام 1545 وعام 1552، بشرّ فرنسيس كسفاريوس في ملقا. وفي عام 1641 تم احتلال ملقا من قبل الهولنديين وقمعت السلطات الهولندية المذهب الكاثوليكي، مما أدّى إلى هرب الأساقفة والكهنة إلى جزيرة تيمور.

### التأثير البريطاني

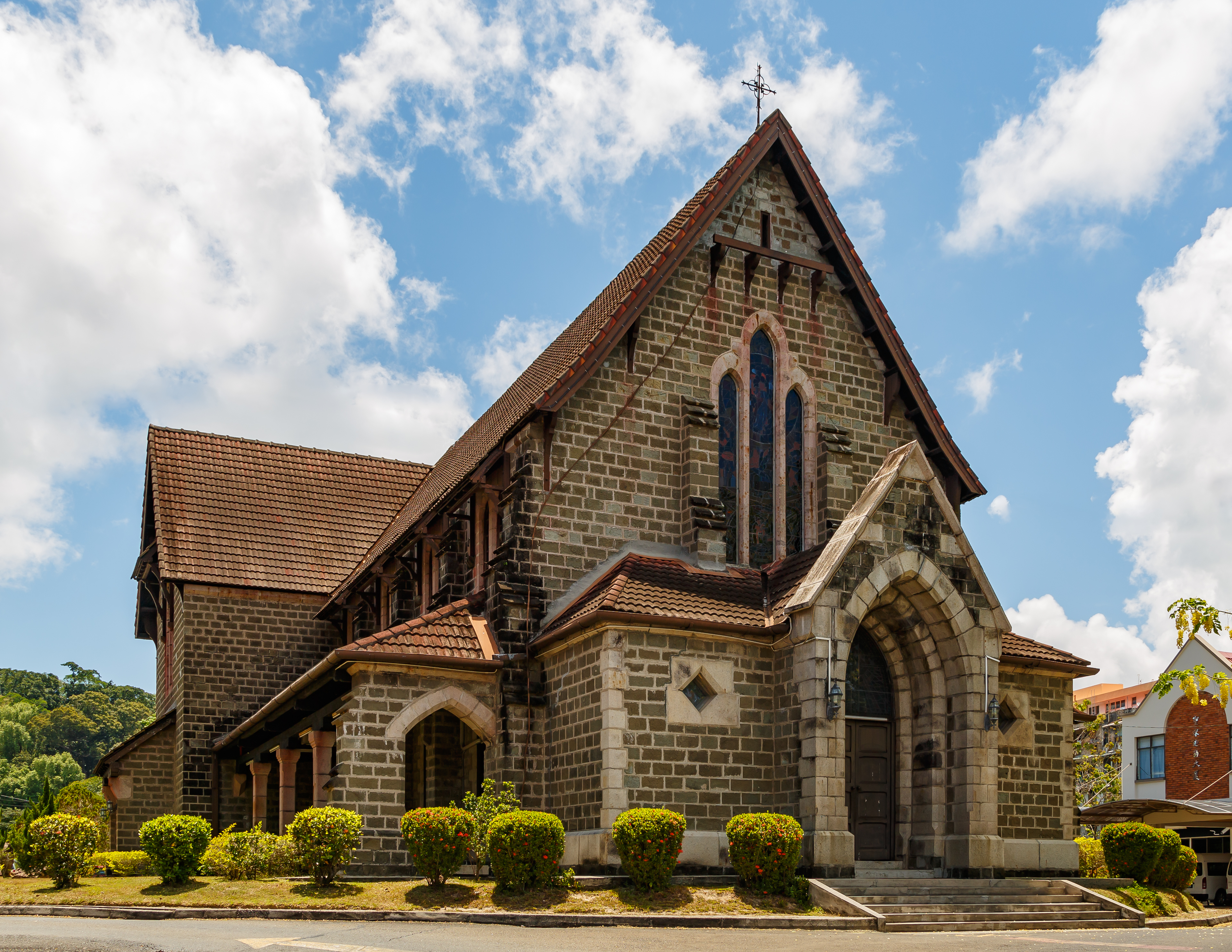
كنيسة القديس مايكل سانداكان الأنجليكانيَّة في صباح.

سيطر البريطانيين على بينانق في عام 1786، وفي عام 1795 استولوا على ملقا، والتي كان قد غزاها الهولنديون سابقًا في عام 1641. وكان قد أسس الكهنة الكاثوليك من تايلاند المدرسة الكبرى في بينانق في عام 1810. وبدأت البعثات البروتستانتية للتبشير في المنطقة بعد عام 1842، عندما أصبح من الممكن دخول الصين. وظلت القيادة الروحيَّة الكاثوليكيَّة مقسمة بين البرتغاليين والفرنسيين. أنشأ أتباع كنيسة الإخوة المرحبون كنيسة في عام 1860 ووصل المبشرين الميثوديين للبلاد في عام 1885. ونمت الكنيسة المشيخية من خلال الكنائس الصينية في جوهور وتجمعات المغتربين الصينيين في بينانق وإيبوه وكوالالمبور. ويعود حضور الكنيسة الأنجليكانية والكاثوليكية في بورنيو الشمالية إلى عام 1882 وذلك بعد تأسيس بورنيو الشمالية البريطانية. وركزت الحركات التبشيرية على العمل أساسًا بين المجتمعات الصينية والسكان الأصليين، مثل شعب كادازان دوسون، وكانت الهجرة أيضًا عاملاً هاما في انتشار ونمو المسيحية. عملت بعثة بازل البروتستانتيَّة أيضًا في صباح في عام 1882 بين المهاجرين الصينيين الناطقين بالهاكيَّة، وكان كثير منهم من المسيحيين. وكان العديد من المهاجرون التاميل من الكاثوليك واللوثريين والإنجليكان والميثوديين. ازدادت هجرة الصينيين المسيحيين إلى ماليزيا بعد ثورة الملاكمين، وخاصًة إلى سيتياوان وسيبو، والتي لا تزال مراكز ميثودية صينيَّة قويَّة. وأسست مجتمعات مسيحيون مار توما الأرثوذكس كنيستهم الأولى في عام 1930، وذلك بعد هجرتهم من ساحل ولاية كيرالا الهنديَّة.
في سراوق حكم راجا بروك وقد شمل حكمه الدعم للكنيسة الأنجليكانية من عام 1847 وتم الإعتراف بالكاثوليك في وقت لاحق.
أدّى إنشاء المزارع والحاجة إلى العمالة الرخيصة إلى تدفق المهاجرين الهنود الذين يعملون تحت نظام كانجاني في القرن التاسع عشر وأوائل القرن العشرين. وعمل السيخ بشكل رئيسي في سلك الشرطة، بينما شارك الهنود الشماليين الآخرين في الأعمال التجارية. وكان كل من المالايالي والسنهاليين والمسيحيين التاميل ضالعين في الأعمال الحكومية والخاصة وفي إقراض المال أو التمويل. وتم تأسيس أول مدارس صينية في البلاد في القرن التاسع عشر أثناء الحكم الاستعماري البريطاني. وفي الوقت نفسه، أسست البعثات المسيحية القادمة من الصين أيضاً شبكة من المدارس للطلاب الصينيين، وعملت هذه البعثات بشكل أكثر بروزًا بين المسيحيين الصينيين من أصل هاكا في صباح وفوزهو في سراوق.
منذ عام 1928 بدأت بعثة بورنيو الإنجيلية الأسترالية العمل من خلال موارد ماديَّة متواضعة والتي أدت مع ذلك إلى إنشاء أكبر كنيسة من السكان الأصليين في ماليزيا اليوم. وبدأت البعثات البروتستانتيَّة العمل بين السكان الأصليين من شعب سينغوا في عام 1932. وأصبح للخمسينية تأثير أكبر من خلال الحركة الكاريزمية في عام 1970. وشهدت الحرب العالمية الثانية استبدال قيادة الكنائس بالسكان المحليين. قام المجلس المسيحي الماليزي، والذي تأسس في عام 1948، بتنسيق مجموعات البعثات تساعد السكان خلال حالة الطوارئ. حيث نُقل الصينيين إلى «قرى جديدة» من قبل المبشرين، وعملت البعثا التبشيرية جنبًا إلى جنب مع المسيحيين المحليين في العمل الإجتماعي والطبي.

### الاستقلال

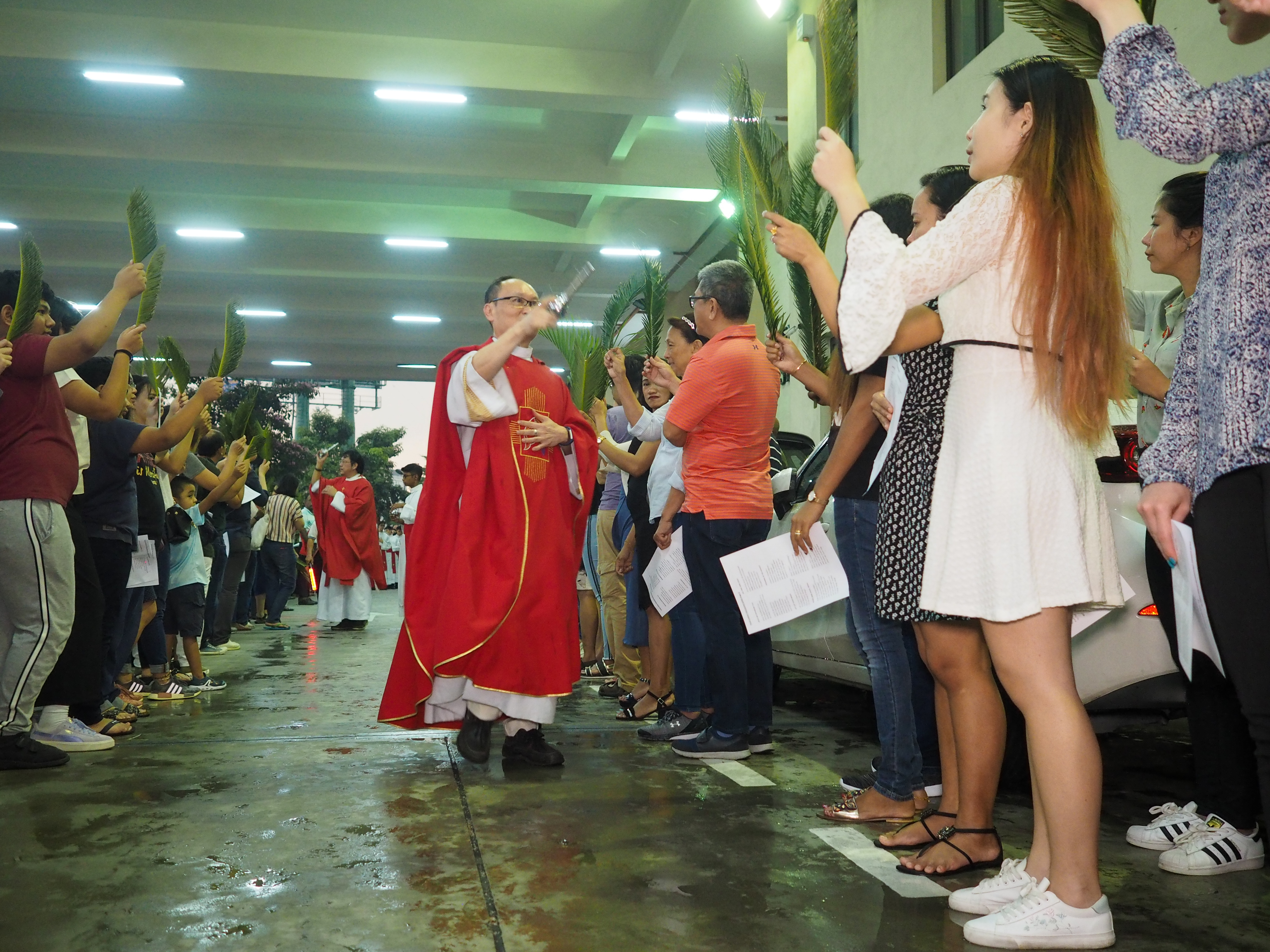
ماليزيين صينيين خلال إحتفال أحد الشعانين في كنيسة القديس أغناطيوس في بيتالينغ جايا في سلاغور.

بعد الاستقلال في عام 1957 كانت العديد من الكنائس تعتمد اعتمادًا مفرطًا على المبشرين والإكليروس الأجنبي. في عقد 1970 وضعت الكنائس هياكل اداريَّة مستقلة عن سنغافورة، وكان النمو المتزايد للكنائس المستقلة علامة أخرى على الرغبة في تأسيس الهوية المسيحية الماليزيَّة. وكان التأثير المسيحي في مجال التعليم قويًا من خلال شبكة من المدارس الأنجليكانية والكاثوليكية والميثودية، والتي أصبحت الآن جزءًا من نظام التعليم الحكومي. ويقدم كل من جيش الخلاص وجمعية الشبان المسيحيين مساهمات اجتماعية وطبية هامة. ومنذ عام 1983 بدأت الزمالة المسيحية الإنجيلية الوطنية التركيز على التجمعات الإنجيلية والمستقلة. وتم تأسيس الاتحاد المسيحي لماليزيا والذي يضم المجلس المسيحي لماليزيا، والكنيسة الرومانية الكاثوليكية والزمالة المسيحية الإنجيلية الوطنية في عام 1986. وتنتشر المسيحية حاليًا في ماليزيا على كافة العرقيات في ماليزيا وتشمل الهندية والصينية والملايو، ويعيش معظمهم في شرق ماليزيا. الطوائف المسيحية الأكبر في البلاد هي الأنجليكانية، والميثودية والكنيسة الرومانية الكاثوليكية على التوالي. الجمعة العظيمة هي عطلة رسمية في ولاية صباح وسراوق، في حين عيد الميلاد هي عطلة وطنيّة.
يعود أصول المجتمع المسيحي الصيني، بما في ذلك الكاثوليك والبروتستانت على حد سواء، بشكل أساسي إلى الأنشطة التبشيرية النشطة والتي عملت خاصةً بين الصينيين في شرق ماليزيا وغيرها من المناطق الأخرى. وغالبيَّة المسيحيين في غرب ماليزيا هم من أصل صيني. يعود أصول معظم الكنائس الصينية المبكرة بما في ذلك الكنيسة المعمدانية والميثودية والمشيخية إلى المهاجرين المبشرين الذين قدموا مع البعثات التي أنشئت في الصين إلى ماليزيا. عدد المسلمين الصينيين صغير جداً مقارنةً بالمسيحيين الصينيين لأن الدين الأخير يُنظر إليه على أنه أكثر تسامحًا وقبولًا، ويرجع ذلك أساسًا إلى الاعتقاد السائد بأن اعتناق الإسلام في ماليزيا يعني أن تصبح من الملايو، بالإضافة إلى التنافس العرقي بين الملايو والصينيين. وهذا يجعل من اعتناق الإسلام خطورة غير مرغوب بها لدى الماليزيين الصينيين.

## الطوائف المسيحية

### الكاثوليكية

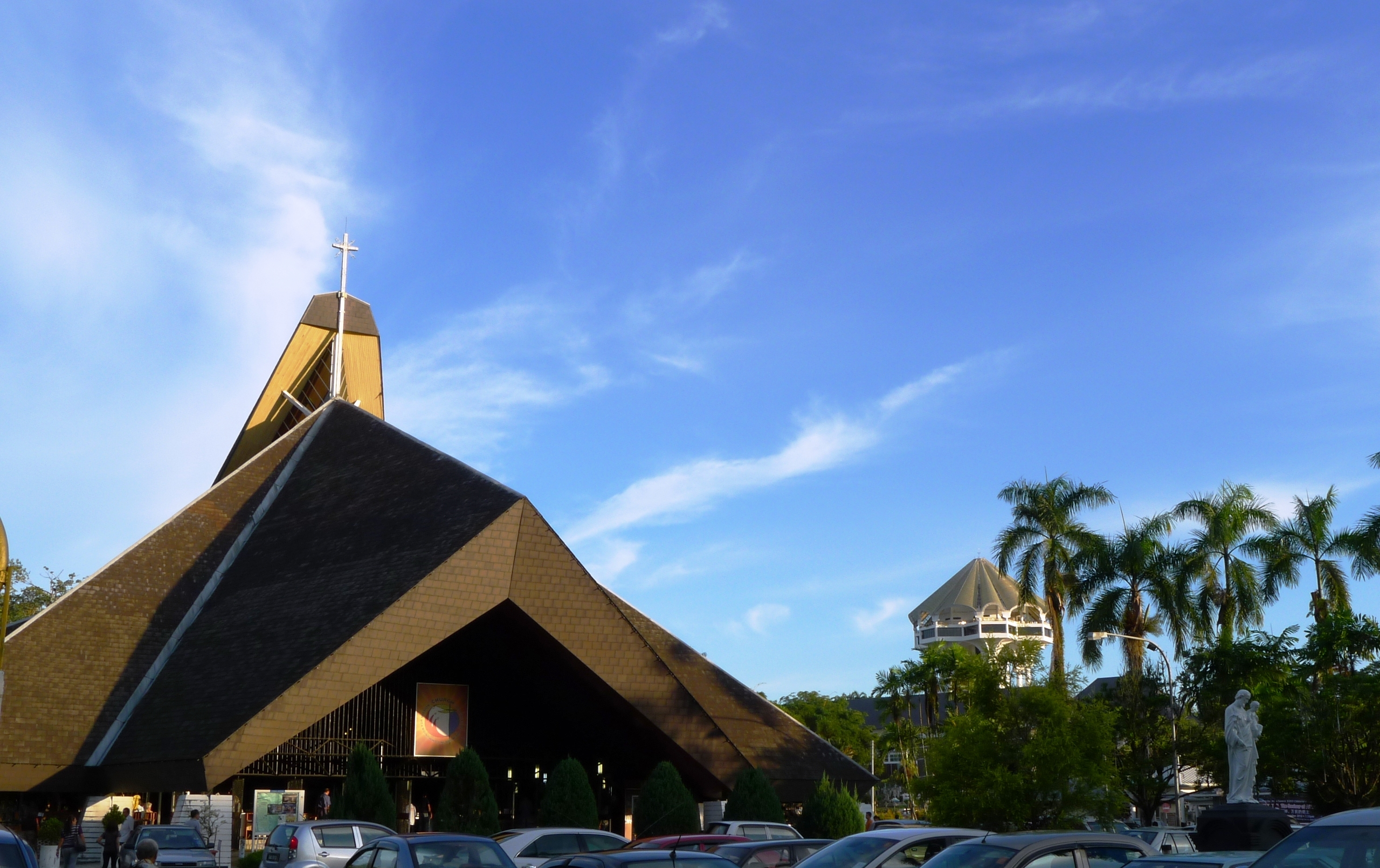
كنيسة القديس يوسف الكاثوليكيَّة في سراوق.

الكنيسة الكاثوليكية الماليزيَّة هي جزء من الكنيسة الكاثوليكية العالمية في ظل القيادة الروحية للبابا في روما. وإعتبارًا من عام 2010، كان هناك أكثر من مليون كاثوليكي في ماليزيا أي حوالي 3.5% من مجموع السكان. ويتوزع كاثوليك البلد إلى تسعة أبرشيات من بينها ثلاثة أسقفيات. وتملك الكنيسة الكاثوليكية في ماليزيا جريدتها الخاصة، وهي صحيفة هيرالد الأسبوعية والتي يتم توزيعها على جميع الكنائس الكاثوليكية في جميع أنحاء ماليزيا.
يعود حضور المذهب الكاثوليكي في البلاد إلى عام 1511 مع وصول الغزاة البرتغاليين بقيادة الأدميرال ألفونسو دي ألبوكيرك والذي رافقه عدد من الكهنة الكاثوليك. استولى البرتغاليون على ملقا لتجارتها بالتوابل. بين 1545 وحوالي عام 1552، قدم فرنسيس كسفاريوس للتبشير في ملقا. وفي عام 1641، بدأ احتلال ملقا من قبل الهولنديين وقامت السلطات الهولنديَّة بقمع الكنيسة الكاثوليكية ما أدَّى إلى فرار الأساقفة والكهنة إلى تيمور. في عام 1826 خضعت بينانق وملقا وسنغافورة تحت الحكم البريطاني. في عام 1852، أبحرت راهبات أخوات الطفل يسوع ودي لاسال الفرير إلى البلاد من أجل بناء المدارس المسيحية في المدن الكبرى في شبه جزيرة ماليزيا. وبدأت الأخوات أيضًا ببناء دور الأيتام. وصلت جاءت الكاثوليكية إلى بورنيو الشمالية في عام 1882 بعد تأسيس بورنيو الشمالية البريطانية. وركز المبشرون الكاثوليك مثل ميل هيل، أساسًا على المجتمعات الصينية والسكان الأصليين، وبحلول نهاية القرن التاسع عشر، تأثرت ماليزيا بهجرة هائلة من الصينيين والهنود الذين تمت دعوتهم للعمل في مناجم القصدير والمزارع المطاطية والسكك الحديدية من قبل البريطانيين.
خلال الحرب العالمية الثانية والانتفاضة الشيوعية، عانت الكنيسة الكاثوليكية من الإضطهاد، ولكن مع ذلك حافظت على وجودها. خلال السنوات 1942 حتى 1945 من الحرب العالمية الثانية والاحتلال الياباني، أغلقت المدارس الكاثوليكية؛ وعانى الشعب كثيرا. وبين عام 1948 حتى عام 1960، كان التمرد الشيوعي معاديًا جدًا للكنيسة الكاثوليكية. في عام 1955، تم إنشاء أبرشيتين في كوالالمبور وبينانق وترأسها أول أساقفة محليين وهما كل من دومينيك فيندارغون وفرانسيس تشان. وفي عام 1957 حصلت مالايا على الاستقلال، وتم تعيين أول رئيس وزراء وهو تونكو عبد الرحمن. وفي 16 سبتمبر من عام 1963، تم تأسيس بلد كبير يضم ماليزيا مع سنغافورة وصباح وسراوق ولكن بحلول عام 1965، تفككت سنغافورة مع ماليزيا وأصبحت جمهورية مستقلة. وفي 13 مايو من عام 1969، سجلت أعمال عنف وقتل عنصرية في أعقاب الإنتخابات. وأعلنت حالة الطوارئ وفرض حظر التجول. على مدى العقد، تم التمييز ضد المسيحيين وتم طرد الكاثوليك وغيرهم من المبشرين المسيحيين من صباح. ومع ذلك، في عام 1972، تم إنشاء أبرشية جديدة في ملقا وجوهور. وبالتوازي مع التنمية الاقتصادية والصناعية للأمة، نمت الكنيسة الكاثوليكية في ماليزيا بشكل كبير خلال عقد 1977، مع التركيز على الحوار بين الأديان والمساواة والحرية الدينية.

### البروتستانتية

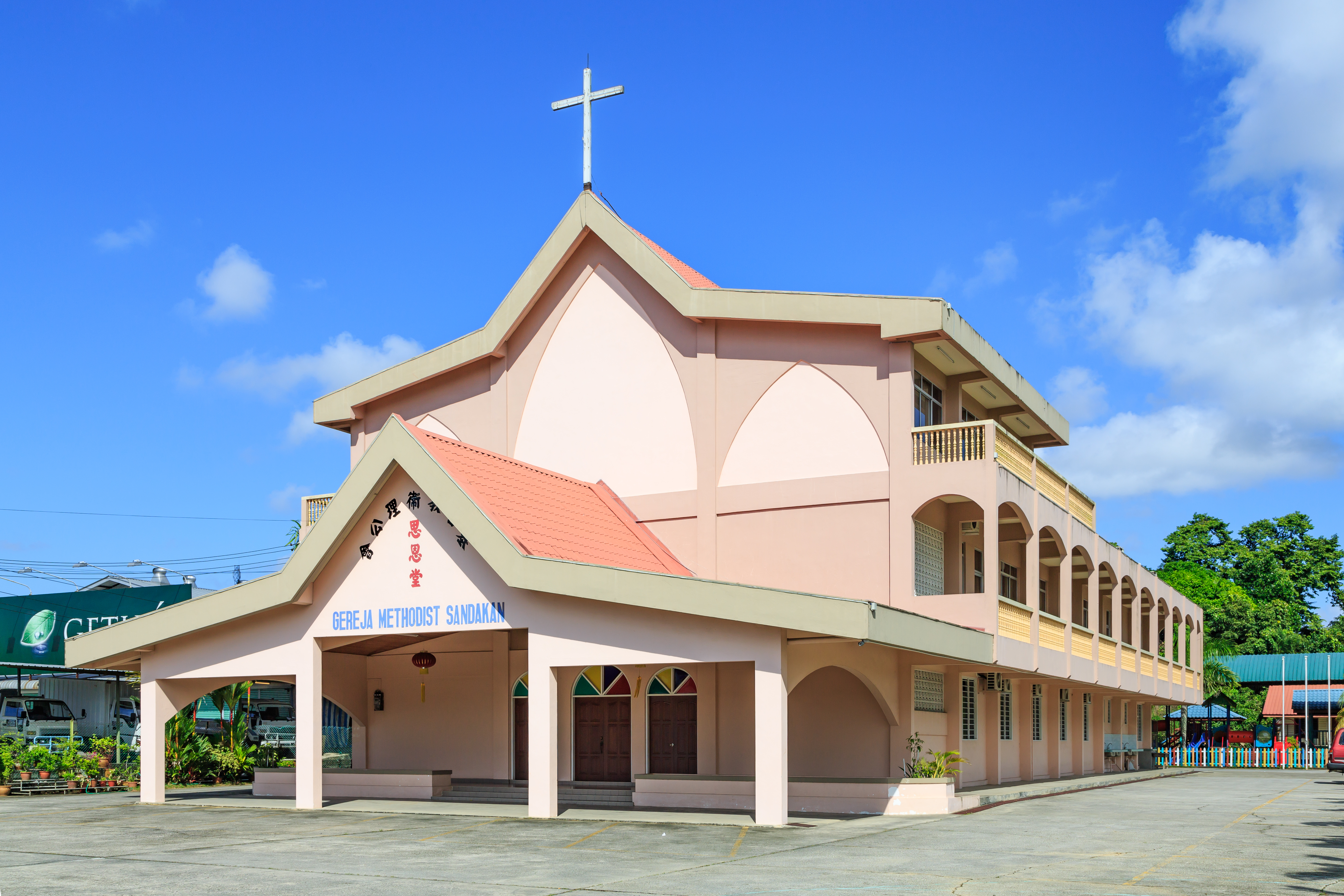
كنيسة سانداكان الميثودية في صباح.

الطوائف البروتستانتية الأكبر في البلاد هي الميثودية والأنجليكانية، وتضم الكنيسة الميثودية الماليزيَّة ما يقرب من 200,000 عضو موزعين في أكثر من 1,034 تجمع، وهي أكبر طائفة بروتستانتية في البلاد. ويتعبد في كنائسها من 80,624 مصليا أسبوعيًا في جميع أنحاء البلاد. يعود تاريخ الكنيسة الميثودية في ماليزيا بعد قرار اتُخذ في مؤتمر جنوب الهند الذي عقد في حيدر أباد عام 1884، عندما عين وليام أولدهام مبشرًا لسنغافورة في عام 1885. وبدأ العمل التاميل مع مجيء السير أندروود. في عام 1894 بدأت الكنيسة بالتبشير بين التاميل في بينانق وفي كوالالمبور. ووصل المبشرين الميثوديين إلى سراوق في عام 1900 مع مجموعة من المهاجرين من فوشو في الصين القارية. ونمت الميثودية بسرعة في مدينة سيبو وتم وضع أساس متين للكنيسة. وأصبحت الكنيسة الميثودية في سنغافورة وماليزيا كنيسة ذات حكم ذاتي في عام 1968. وبعد انفصال سنغافورة عن ماليزيا، أصبحت الكنيسة الميثودية في ماليزيا مستقلة في عام 1976. ولعب الكنيسة الميثوديَّة دورًا حيويًا في مجال التعليم، وتضم الكنيسة ثلاثة وثمانين مدرسة وكلية في جميع أنحاء البلاد.
تضم الكنيسة الأنجليكانية حوالي 98 ألف عضو، ويعود الحضور الأنجليكاني في البلاد إلى الحقبة البريطانية. وتم إنشاء الكنيسة الأنجليكانية في جنوب شرق آسيا في عام 1996، والتي تضم أربع أبرشيات كوتشينغ، وصباح، وسنغافورة وغرب ماليزيا.

## ديموغرافيا

### نمو المسيحية

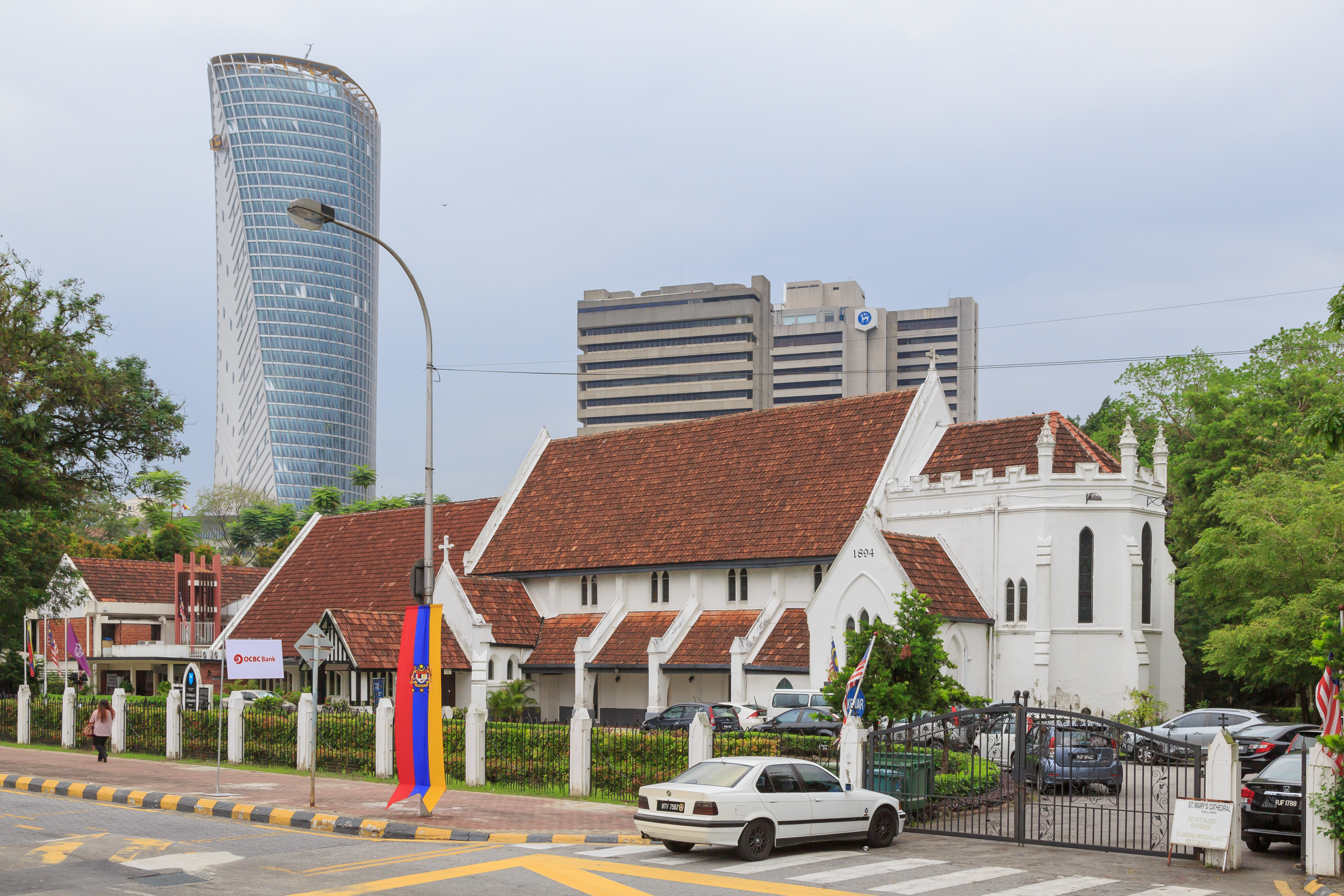
كاتدرائية القديسة مريم في كوالالمبور.

بحسب تقرير لجامعة سنغافورة للإدارة «يتحول المزيد والمزيد من الناس في جنوب شرق آسيا إلى المسيحية. ولكن هؤلاء المتحولين الجدد - ومعظمهم من الصينيين العرقيين - ينجذبون بشكل خاص إلى المسيحية الكاريزمية». ويشير التقرير إلى دراسة الباحثة جولييت كونينغ وهايدي داهلس من الجامعة الحرة بأمستردام حيث وفقاً لهم «هناك توسعاً سريعاً للمسيحية الكاريزمية منذ الثمانينات فصاعداً. ويقال إن سنغافورة والصين وهونغ كونغ وتايوان وإندونيسيا وماليزيا لديها أسرع المجتمعات المسيحية نمواً، وأن غالبية المؤمنين الجدد هم صاعدون متحركون، وحضريون، وشباب من الطبقة المتوسطة». وبحسب تيرينس تشونج من معهد دراسات جنوب شرق آسيا «تنمو حركة الخمسينية المستقلة بسرعة في جنوب شرق آسيا في العقود الأخيرة، مستفيدة من التوسع الأوسع في المسيحية الكاريزمية منذ الثمانينيات فصاعداً في سنغافورة وإندونيسيا وماليزيا، وكذلك في تايوان وكوريا الجنوبية».
لا يوجد اتفاق مدروس جيداً حول العدد الفعلي للمسلمين الماليزيين المتحولين إلى المسيحية في ماليزيا. وفقاً لأحدث إحصاء للسكان الذي نشرته إدارة الإحصاء الماليزية لا يوجد أي مسلم متحول للمسيحية حيث لا تعترف الدولة بالتحول إلى دين غير الإسلام، ووفقاً لأستاذ ريدهوان تي هناك 135 شخص، بينما وفقا لتان سري هارساني زكريا هناك 260,000. وبحسب مصدر يتحول مائة مسلم ماليزي إلى المسيحية شهرياً، وتضع بعض التقديرات أعداد المتحولين للمسيحية في ماليزيا بحوالي 30,000 شخص. وعادةً يتم إرسال المسلمين الذين يبديون اهتمامًا بالعقيدة المسيحية أو الممارسات الدينية الأخرى التي لا تعتبرها السلطات الدينية الحكومية «أرثوذكسية» إما من قبل الشرطة أو أفراد أسرهم إلى مراكز إعادة تأهيل الإيمان التي تمولها الدولة، حيث يُنصحون بالبقاء مخلصين لها الإسلام، في حين أنَّ بعض الولايات الماليزية لديها أحكام وعقوبات خاصة بالردة عن الإسلام مثل السجن أو الإعدام. واستنادًا إلى منظمات هندوسية أعتنق 160,000 هندوسي ماليزي المسيحية في الأعوام الاخيرة. وقد أعتنق حوالي 97,000 هندوسي المذهب المثيودي. فضلًا عن 25,000 انضم للمذهب الكاثوليكي.

### التعداد السكاني
وفقًا لتعداد السكان عام 2010 كان هناك 2,617,159 شخص يعرفون أنفسهم كمسيحيين أي 9.2% من مجمل السكان. من بين المسيحيين، كان التوزيع العرقي على النحو التالي 1,549,193 من قومية بوميبوترا، وحوالي 706,479 من الصينيين، وحوالي 114,281 من الهنود، وحوالي 22,871 من قوميات آخرى وحوالي 224,336 من غير المواطنين. المعلومات التي تم جمعها في التعداد بناء على إجابة المستجيب ولم تشير إلى أي وثيقة رسمية.

#### حسب الجنس
يستعرض تقرير تعداد السكان والمساكن لعام 2010 الإحصاءات التالية:
| رجال             | نساء             |
| ---------------- | ---------------- |
| 1,323,851        | 1,293,308        |
| % من مجمل الرجال | % من مجمل النساء |
| 9.1%             | 9.4%             |

#### الجماعة العرقية
يستعرض تقرير تعداد السكان والمساكن لعام 2010 الإحصاءات التالية:
| بوميبوترا             | صينيون            | هنود             | جماعات عرقية أخرى                 | غير مواطنون             |
| --------------------- | ----------------- | ---------------- | --------------------------------- | ----------------------- |
| 1,549,193 (59.2%)     | 706,479 (26.9%)   | 114,281 (4.4%)   | 22,870 (0.8%)                     | 224,336 (8.6%)          |
| % من مجمل البوميبوترا | % من مجمل الصينين | % من مجمل الهنود | % من مجمل الجماعات العرقية الأخرى | % من مجمل غير المواطنين |
| 8.8%                  | 11.0%             | 6.0%             | 12.1%                             | 9.7%                    |

#### حسب الولاية

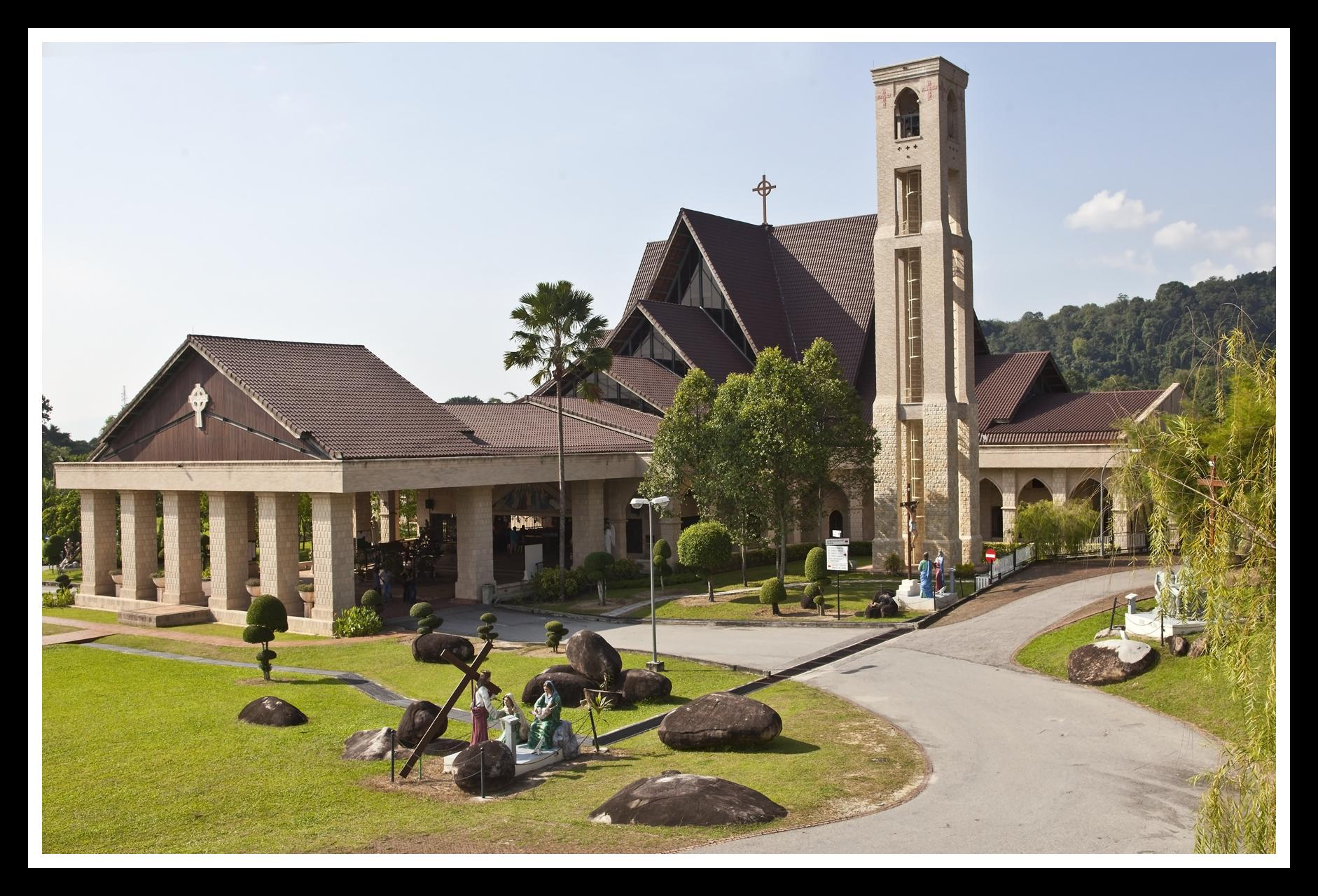
كنيسة القديسة حنة في بوكيت ميرتاجام.

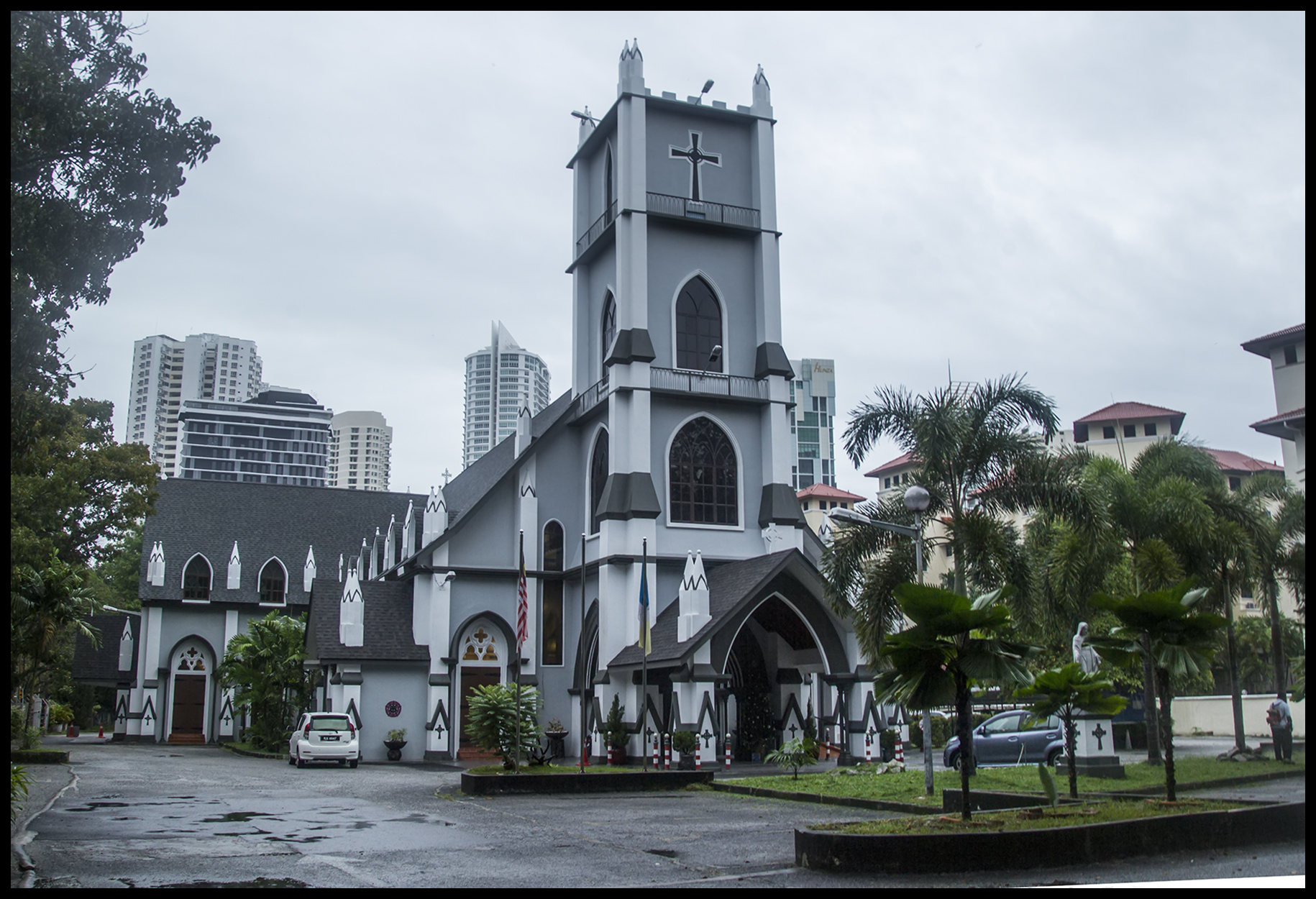
كنيسة مسيحية في بينانق.

يستعرض تقرير تعداد السكان والمساكن لعام 2010 الإحصاءات التالية:
| الولاية     | تعداد المسيحيين (2010 تعداد) | % من مجمل سكان الولاية |
| ----------- | ---------------------------- | ---------------------- |
| جوهر        | 111,124                      | 3.32%                  |
| قدح         | 15,074                       | 0.77%                  |
| كلنتن       | 4,375                        | 0.28%                  |
| ملقا        | 24,863                       | 3.03%                  |
| نكري سمبيلن | 24,523                       | 2.40%                  |
| فهغ         | 97,940                       | 1.86%                  |
| بينانق      | 80,035                       | 5.13%                  |
| فيرق        | 100,463                      | 4.27%                  |
| برليس       | 1,380                        | 0.6%                   |
| صباح        | 853,726                      | 26.62%                 |
| سراوق       | 1,052,986                    | 42.61%                 |
| سلاغور      | 209,745                      | 3.84%                  |
| ترغكانو     | 2,269                        | 0.22%                  |
| كوالالمبور  | 97,241                       | 5.81%                  |
| لابوان      | 10,788                       | 12.41%                 |
| بوتراجاي    | 627                          | 0.87%                  |

## الحضور في المجتمع

### التعليم

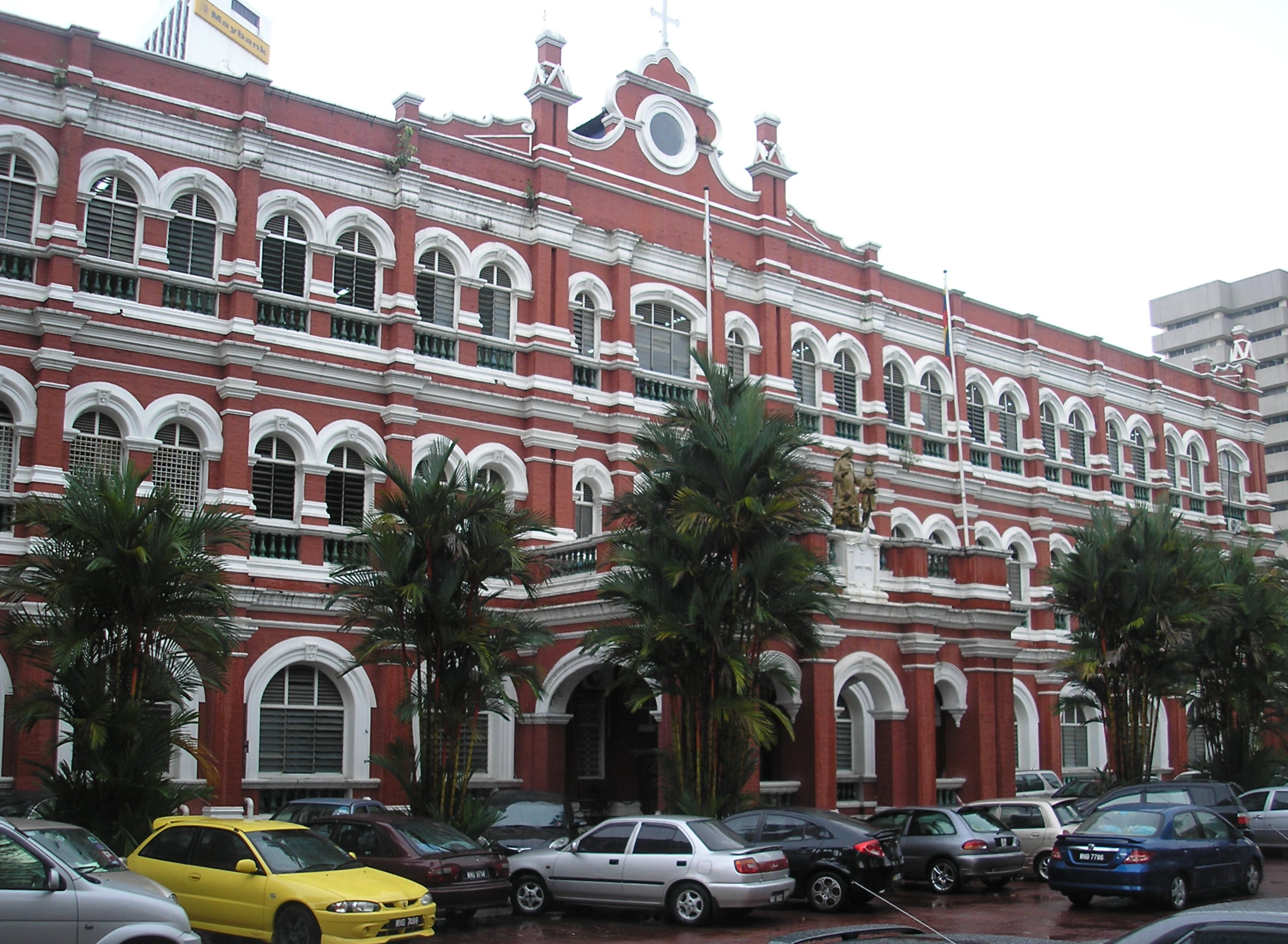
مدرسة مؤسسة سانت جون في كوالالمبور.

خلال فترة الاستعمار البريطاني، أنشأ المبشرون من الطوائف المسيحية المختلفة، مثل الرهبان الرومان الكاثوليك - ولا سيما الفرير وأخوات الطفل يسوع -، والسبتيين، والإنجليكان، والميثوديين سلسلة من «المدارس التبشيرية الخاصة» التي قدمت التعليم الابتدائي والثانوي باللغة الإنجليزية. كانت جميع هذه المدارس تقريبًا مدارس غير مختلطة حيث تم فصل الذكور عن الإناث في المدارس. كانت هذه المدارس مدفوعة الرسوم وبعضها كان لديها مدارس داخلية مُلحقة بها. وكان يُنظر إليهم على أنهم «يقدمون أفضل تعليم» نظرًا لاستخدامهم «اللغة الإنجليزية كوسيلة للتعليم». على الرغم من أن هذه المدارس التبشيرية في الوقت الحاضر قد اندمجت بشكل كامل في نظام المدارس الوطنية الملاوية المتوسطة ومعظمها يقبل الطلاب بغض النظر عن الجنس والخلفية الدينية، إلا أن العديد من المدارس لا تزال غير مختلطة ولا تزال تحمل أسمائها الأصلية، مثل تلك التي تحمل أسماء القديسين أو كلمات مثل «كاثوليكي» و«دير» و«سبتي» و«ميثودي».
خلال عقد 1970، وفقًا لسياسة اللغة الوطنية، بدأت الحكومة في تغيير هذه المدارس التبشيرية الإنجليزية المتوسطة الابتدائية والثانوية إلى مدارس الملايو الوطنية المتوسطة. تم تغيير اللغة تدريجيًا بدءًا من السنة الأولى في المدرسة الابتدائية، ثم السنة الثانية في العام التالي وما إلى ذلك. اكتمل التغيير بنهاية عام 1982. في هذه الفترة، امتنعت «سلطات المدارس التبشيرية» عن طلب الحكومة «بتسليم» مدارسهم - الأراضي والمباني - إلى الحكومة لتحويلها إلى مدارس وطنية مدعومة بالكامل. واليوم، لا تزال الطوائف المسيحية المختلفة تحتفظ بملكية «الأراضي والمباني المدرسية» لمدارسها التبشيرية، وتُعرف المدارس نفسها على أنها «مدارس وطنية فقط تقدم منحًا للمساعدة»، فهي ليست مدارس حكومية «مدعومة بالكامل»، وتحصل المجموعات الكنسية على «إيجار شهري رمزي» من الحكومة.
المدارس التبشيرية المسيحية اليوم هي جزء من نظام التعليم في ماليزيا اليوم وتُديرها وزارة التعليم مع تدخل ضئيل من الكنائس التي تنتمي إليها. يتم تمويل المدارس التبشيرية جزئيًا من الحكومة بينما يتم توفير المعلمين والموظفين الإداريين من قبل الحكومة. تم بناء معظم المدارس التبشيرية قبل تشكيل ماليزيا. الرموز الدينية المسيحية مثل الصلبان مرئية في العديد من المدارس التبشيرية المسيحية. ومع ذلك، لا يُسمح عادةً بعرض الصلبان للمدارس غير التبشيرية. ولا توجد مواد مدرسية رسمية للطلاب المسيحيين. ومع ذلك، يُسمح للطلاب المسيحيين وغيرهم من الطلاب غير المسلمين بدراسة مادة معرفة الكتاب المقدس، وهي المادة الوحيدة المتعلقة بالمسيحية في شهادة الثانوية العامة. هناك العديد من المواد الدراسية المسيحية غير الرسمية، لكنها في الغالب مُخصصة للمسيحيين وغير المسلمين.

### الأدب وترجمة الكتاب المقدس

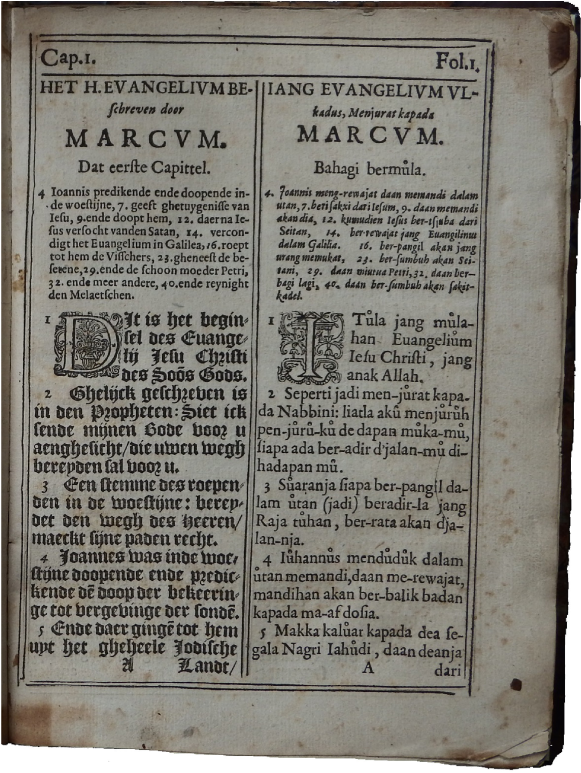
النسخة المتبقية فقط من الطبعة الأولى لعام 1629 من ترجمة رويل لإنجيل مرقس باللغة الملايوية في مكتبة كاتدرائية لينكولن.

تتضمن ترجمات الكتاب المقدس إلى اللغة الملايوية ترجمات لكامل أو أجزاء من الكتاب المقدس إلى أي من المستويات والأصناف للغة الملايوية. بدأ نشر الترجمات المبكرة أو الجزئية في وقت مبكر من القرن السابع عشر على الرغم من وجود أدلة على أن المبشر اليسوعي، فرنسيس كسفاريوس، ترجم نصوصًا دينية تضمنت آيات من الكتاب المقدس إلى لغة الملايو في وقت مبكر من القرن السادس عشر.
شهد الإصلاح البروتستانتي زيادة الاهتمام بالترجمات المحلية للكتاب المقدس في أوروبا. بحلول القرن السادس عشر، بدأت الدول الأوروبية البروتستانتية مثل الجمهورية الهولندية وإنجلترا في التعدي على العوالم التقليدية لتأثير البرتغاليين الكاثوليك في أرخبيل الملايو. مع الهيمنة الهولندية على جزر الهند الشرقية، حيث كانت الملايو لغة مشتركة للتجارة، كانت ترجمة الكتاب المقدس إلى اللغة الملايوية واحدة في عام 1629 من أولى الترجمات الموجودة للكتاب المقدس بلغة ليست من أوروبا أو الشرق الأوسط، وواحدة من أولى لغات شرق آسيا التي تمت ترجمة الكتاب المقدس بها. ونظرًا للتشابه اللغوي والثقافي بين كل من ماليزيا وإندونيسيا، تم تبادل الكثير من الأعمال اللغوية والأدبية المبكرة بين المنطقتين ولا يزال الإرث قائماً حتى اليوم.
دارت التطورات في ترجمة الكتاب المقدس إلى لغة الملايو ولا تزال تدور حول ثلاثة اعتبارات بما في ذلك تحديد معايير اللغة الملاوية، بما في ذلك قواعد القواعد والمفردات والهجاء؛ اكتشاف طُرق مناسبة لاستخدام لغة الملايو لإيصال المفاهيم المسيحية داخل ثقافة الملايو؛ وتلبية احتياجات الفئات المستهدفة من أعمال الترجمة ووسائل النشر. إحدى القضايا العملية الأكثر إلحاحًا تتعلق باستخدام الكلمات المستعارة من العربية والفارسية التي دخلت إلى مفردات الملايو من خلال أسلمة شعب الملايو. ولا تزال هذه القضية قضية حساسة سياسيًا واجتماعيًا في ماليزيا حيث أن الملايو هي اللغة القومية والإسلام الدين الرسمي.
كدولة ذات أغلبية مسلمة، فإن الآراء حول ما إذا كان يجب حظر الكتاب المقدس باللغة الإندونيسية والكتاب المقدس بلغة الملايو، وكلاهما معروف باسم «الكتاب»، هي آراء مستقطبة. تسبب استخدام كلمة الملايو «الله» في نزاع حول استخدام كلمة الله في ماليزيا، وقد حظرت الأناجيل في اللغة الملايوية بسبب استخدام هذه الكلمة. علماً أن المسيحيون الناطقون بالعربية والمسيحيون الناطقون بالمالطية يستخدمون أيضًا كلمة «الله» للإشارة إلى الله.
تم حظر مواد مسيحية أخرى باللغة الملايو في أوقات مختلفة لسبب مماثل. ومع ذلك، أوضح رئيس الوزراء في أبريل عام 2005 أنه لا يوجد حظر على ترجمة الأناجيل إلى لغة الملايو، على الرغم من أنه يجب ختمها بعبارة «ليس للمسلمين». ويُشار إلى أن المحكمة العليا في ماليزيا في عام 2010 ألغت حظراً سابقاً أقرته الحكومة يمنع بموجبه ذكر اسم الله في وسائل الإعلام المسيحية في إشارة إلى الله، وأصبح من حق الصحيفة الكاثوليكية والمسيحيين استخدام كلمة «الله» للدلالة على الذات الإلهية في الديانة المسيحية. وقد أعقب القرار موجة عنف دينية واعتداءات على الكنائس اجتاحت البلاد.

### الأعياد
عيد الميلاد هو يوم عطلة رسمية في ماليزيا، على الرغم من أن الكثير من الاحتفالات العامة هي ذات طبيعة تجارية وليس لها إيحاءات دينية صريحة. في عام 2004، نظمت الحكومة احتفالًا بعيد الميلاد على المستوى الوطني، لكن يُزعم أنه فرض حظر غير رسمي على جميع الرموز الدينية المسيحية والترانيم التي تشير على وجه التحديد إلى يسوع. تم تنظيم هذا الحدث بشكل مشترك من قبل وزارة الفنون والثقافة والتراث وحكومة ولاية سيلانجور والاتحاد المسيحي لماليزيا.
الجمعة العظيمة ليست عطلة رسمية فيدرالية، ولكنها عطلة رسمية في صباح، وكذلك في سراوق، حيث المسيحية هي الديانة الأكبر؛ وتم منح كلتا الولايتين مستوى من الحكم الذاتي بشكل أكبر من الولايات الأخرى في الاتحاد. كما أن الجمعة العظيمة عطلة مدرسية لبعض المدارس أو على وجه التحديد المدارس ذات الأغلبية غير المسلمة.
يُقيم المسيحيون الماليزيون أحيانًا صيامًا ينتهي بيوم الاستقلال أو يوم ماليزيا ويصلون من أجل المسلمين. تم تقديم عدد من التفسيرات للقيام بذلك بما في ذلك الرغبة في إظهار حب الوطن، وتعزيز الانسجام الديني، والاحتفال بحرية الدين. منذ عام 2000، نظمت الزمالة المسيحية الإنجيلية الوطنية، التي تضم 2,800 عضوًا، وأصبح هذا الصيام حدث مستمر اعتبارًا من عام 2010. في عام 2010 تزامن يوم ماليزيا لأول مرة مع رمضان.

## أوضاع اجتماعية

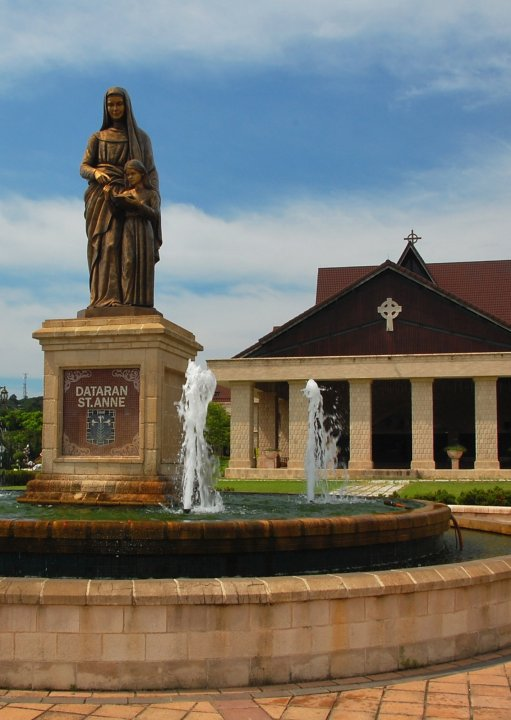
كاتدرائية سانت آنا، بينانق.

ازدادت القيود على المسيحية في ماليزيا مع وصول حكومة أكثر إسلاميّة. فوضعت القيود على بناء كنائس جديدة، ولم يسمح ببناء الكنائس في شاه عالم. ولا يسمح للمسيحيين التبشير بين المسلمين، كما أن الأدب المسيحي والمواد والكتب المسيحيّة يجب أن تقتصر على غير المسلمين فقط. وبالمثل، فإن الفيلم آلام المسيح اقتصر عرضه على المشاهدين المسيحيين فقط. في أبريل من عام 2005 تم اعتقال اثنين من المسيحيين لتوزيع مواد مسيحية أمام أحد المساجد، على الرغم من أن التهم أسقطت في وقت لاحق. القيود المفروضة على نشر المواد المسيحية بلغة الملايو هي أقل صرامة في شرق ماليزيا عنها في الغرب.
الجمعة العظيمة هي أيضًا عطلة رسمية في ماليزيا الشرقية، لكنها ليست عطلة وطنيّة على مستوى البلاد. وتملك جميع الكنائس المسيحية العديد من المدارس الثانوية العامة والجامعات والمستشفيات وغيرها من المؤسسات المسيحية. وتستقبل المدارس المسيحية طلاب مسيحيين وطلاب غير مُسلمين على حد سواء.
تسبب استخدام كلمة الملايو «الله» في نزاع حول استخدام كلمة الله في ماليزيا، وقد حظرت الأناجيل في اللغة الملايوية بسبب استخدام هذه الكلمة. وكان قد أفتى السلطان شرف الدين إدريس شاه، سلطان مقاطعة سلاغور الماليزية، بمنع غير المسلمين من النطق بلفظ «الله» باللغة العربية. وفي عام 2005 حاول محمد نازري بن عبد العزيز فرض قانون يُحظر الأناجيل باللغة الملايوية بسبب استخدام كلمة «الله»، على الرغم من أن بعض وزرائه قالوا إن اللغة الوطنية يمكن استخدامها لأي غرض. ويُشار إلى أن المحكمة العليا في ماليزيا في عام 2010 ألغت حظراً سابقاً أقرته الحكومة يمنع بموجبه ذكر اسم الله في وسائل الإعلام المسيحية في إشارة إلى الله، وأصبح من حق الصحيفة الكاثوليكية والمسيحيين استخدام كلمة «الله» للدلالة على الذات الإلهية في الديانة المسيحية. وقد أعقب القرار موجة عنف دينية واعتداءات على الكنائس اجتاحت البلاد.
تشير تقارير إلى أن حوالي 260,000 مسلم ماليزي تحول للمسيحية. كما وتشهد ماليزيا وذلك استنادًا إلى منظمات هندوسية أعتناق 160,000 هندوسي المسيحية في الأعوام الاخيرة. وقد أعتنق حوالي 97,000 هندوسي المذهب المثيودي. وأخذت قضايا التحول الديني واعتناق المسيحية صخبًا وجدالاً رسميًا واسعًا وأثارت نوعًا من الرفض من قبل السلطات الإسلامية في المحاكم الشرعية تجاه المحاكم المدنية، والتي طالبت الأخيرة، بالحرية الدينية واحترام حقوق الإنسان، حيث تعاقب المحاكم الشرعية كل من يرغب باعتناق المسيحية والارتداد عن الإسلام بالسجن أو التغريم. وفي عام 2016 وفي سابقة هي الأولى من نوعها، أقرت محكمة ماليزية حكمًا، بموجب المادة 11 من الدستور الماليزي، يسمح بموجبه اعتناق المسيحية والإرتداد عن الإسلام.

### المواقف تجاه المسيحية
بحسب مسح لمركز بيو للأبحاث نُشر عام 2013 يقول 13% من المسلمين الماليزيين إن جميع المسلمين في بلدهم، أو الكثير منهم، معادون للمسيحيين، وفقاً لمسح أجراه مركز بيو للأبحاث حول مسلمي العالم. ونحو 20% من تم استطلاع آرائهم من المسلمين في ماليزيا يقولون إن كل أو معظم أو كثير من المسيحيين معادون للمسلمين. وبحسب مركز بيو للأبحاث حوالي 15% من المسلمين الماليزيين يقولون إنهم يعرفون بعضًا أو كثيرًا عن المعتقدات المسيحية، ويقول حوالي 83% من المسلمين الماليزيين أنَّ المسيحية تختلف كثيراً عن الإسلام، بالمقارنة مع 10% منهم يقولون أنَّ للمسيحية الكثير من القواسم المشتركة مع الإسلام. وترتفع نسبة من يقولون أنَّ للمسيحية الكثير من القواسم المشتركة مع الإسلام (29%) بين المسلمين الماليزيين الذين يقولون إنهم يعرفون بعضًا أو كثيرًا عن المعتقدات المسيحية، بالمقارنة مع المسلمين الماليزيين الذين يقولون إنهم يعرفون القليل أو من لا يعلمون شيئاً عن المعتقدات المسيحية (7%). ويقول حوالي 12% من المسلمين الماليزيين أنهم سيكونون مرتاحين بحالة زواج ابنتهم من مسيحي، بالمقارنة مع 17% بحالة زواج ابنهم من مسيحيَّة.

## مواقع خارجية
- A Bibliography of Christianity in Malaysia
- The Centre for the Study of Christianity in Asia